# José Oliver y Hurtado
José Oliver y Hurtado (Málaga, 28 de julio de 1827-Madrid, 31 de octubre de 1887) fue un historiador y sacerdote católico español, académico numerario de la Real Academia de la Historia (1863), canónigo de la catedral de Granada y obispo de Pamplona de 1875 a 1886 en que renunció por motivos de enfermedad.

## Biografía
Bautizado como José María Antonio Nazario Víctor Inocencio, según reza la partida bautismal de la parroquia de Santiago Apóstol de Málaga, su padre se llamaba José Oliver García, natural de Málaga, y su madre María Dolores Hurtado y Porras, natural de Mijas.

### Formación
Estudió el bachiller de Filosofía en la Universidad de Granada y se doctoró en Derecho por la de Madrid, ejerciendo algún tiempo la abogacía aunque, inclinado a los estudios de historia y arqueología, ingresó como funcionario en el cuerpo de archiveros y bibliotecarios de la Biblioteca Nacional. En 1860 fue premiado, con voto unánime de la Real Academia de la Historia, por el trabajo que, junto con su hermano Manuel, presentó sobre la que llamaban Munda Pompeiana, escenario de la batalla de Munda entre César y Pompeyo, que localizaban en las proximidades de Ronda la Vieja. Recibido como académico de número, en 1863 leyó su discurso de ingreso sobre los Diversos periplos que ofrecen las obras de la Antigüedad.
Poco antes del ingreso en la Academia, el 21 de abril de 1862 recibió la ordenación sacerdotal en Toledo. La carrera eclesiástica le llevó a Granada, donde el arzobispo Bienvenido Monzón lo hizo su provisor y vicario general el 1 de mayo de 1866 y canónigo de su catedral un año más tarde (24 de marzo de 1867). En Granada perteneció al Consejo de la Academia y Corte de Cristo fundada por el canónigo del Sacromonte José Gras y Granollers.

### Nombramiento episcopal
En enero de 1874, dentro del marco de los acuerdos alcanzados entre la Santa Sede y Emilio Castelar como presidente del poder ejecutivo y José Carvajal como ministro de Estado de la república para regularizar la situación de la iglesia española y cubrir las numerosas sedes episcopales que permanecían vacantes, «fue preconizado para la sede de Pamplona en el consistorio del 16 de enero de 1874», a la que renunció por considerarlo humildemente tarea superior a su capacidad, actitud que le valió el reproche del nuncio por prolongar con ella el estado de sede vacante de la diócesis navarra. En julio de 1875, vuelto a proponer por el Gobierno, aceptó.
Preconizado por el papa Pío IX en el consistorio del 23 de septiembre de 1875, recibió la consagración episcopal en la iglesia de San Isidro de Madrid el 12 de diciembre. El cabildo de Pamplona acordó felicitarle, pero «en atención a las particularísimas circunstancias de esta capital, muy cerca de la cual están haciendo fuego las tropas del Gobierno y los carlistas, se resolvió no celebrar el suceso de la preconización con las demostraciones de costumbre». Mediante procurador el 29 de enero de 1876 tomó posesión de la sede pamplonesa haciendo «su entrada solemne el 6 de abril» siguiente. La sede llevaba seis años vacante. En esos meses previos se estuvo desarrollando el Sitio de Pamplona (1874-1875) por parte de las tropas carlistas en el contexto de la tercera guerra carlista (1872-1876). 

### Episcopado de Pamplona
Durante su episcopado fomentó las misiones populares (él mismo recorrió todas las poblaciones de su diócesis en dos visitas pastorales), organizó ejercicios espirituales y conferencias morales para el clero, al que exhortó a no participar en diversiones públicas ni acudir a corridas de toros, y reestructuró la demarcación parroquial, reduciendo las parroquias de 743 a 550.
Para la enseñanza del catecismo a los niños dispuso que en las vascongadas se siguiese el catecismo que estuviese en uso «y sea más conforme al vascuence que se hable en el país», ordenando a los párrocos cuidar «de conservar la doctrina en vascuence donde hablen este idioma, pues está observado que la entienden mucho mejor que en castellano, aunque sepan esta lengua». Con ese fin se hicieron en los años de su episcopado tres ediciones del catecismo del padre Astete en castellano y dos en euskera.
Junto al Colegio de San Juan Bautista que ya operaba, ante la alta mortandad entre el sacerdocio de la diócesis que superaba anualmente al número de nuevas ordenaciones, creó el Colegio de San Francisco Javier, agregado al Seminario Conciliar, para acoger a hijos de familias modestas.
También promovió el regreso o la instauración de nuevas órdenes religiosas, reducidas a su llegada a la diócesis al convento que los agustinos recoletos tenían en Marcilla, para formar misioneros con destino a América, debiendo hacer frente a las reticencias del Gobierno, temeroso de que los conventos se llenasen de carlistas. Las terciarias dominicas volvían a abrir sus aulas en 1876 y las Hijas de la Caridad se mantenían presentes en Sangüesa, Los Arcos, Vera de Bidasoa, Artajona y Peralta, además del Hospital de Navarra, la Inclusa y el asilo de la calle Curia en Pamplona. Volvieron las adoratrices (1877) instaladas en la Navarrería de Pamplona, las hermanitas de los pobres (1878) extramuros de Pamplona, las siervas de María (1879) en la calle Salsipuedes de Pamplona, los capuchinos, expulsados en 1834, regresan al convento de San Pedro Extramuros (1879), los franciscanos al Convento de San Francisco de Olite (1880), se instalaron los corazonistas en Pamplona (1880), las salesas en Pamplona (1881) y los escolapios en Tafalla (1884), donde abrieron un centro de enseñanza, el primero en su género dentro de la diócesis.
Su inquietud por las antigüedades fue también la base que impulsó su memoria presentada ante la Real Academia de San Fernando «solicitando la declaración de Monumento Nacional de la abadía» de Santa María la Real de la Oliva, en Carcastillo, «objetivo que se logró por Real Orden del Ministerio de Fomento de 24 de abril de 1880» donde se reconocía el valor de los edificios y los hacía inalienables, excluyendo su venta», aunque solo afectaba a «su iglesia y claustro procesional» dejando fuera el resto del «conjunto de las dependencias monásticas olivenses.»

### Renuncia y fallecimiento
Por su quebrantada salud, el 20 de junio de 1886 firmó la carta de despedida a sus diocesanos. Acogido por su hermano Manuel en su casa de la Real Academia de la Historia, murió en ella el 31 de octubre de 1887. En la sala capitular de la Catedral de Pamplona se conserva un retrato suyo pintado por Eduardo Carceller.

## Obras
Todas, excepto el Viaje arqueológico, firmadas en colaboración con su hermano Manuel Oliver y Hurtado, también académico:
- Munda Pompeiana, Memoria premiada por voto unánime de la Real Academia de la Historia en el concurso de 1860, Madrid, Manuel Galiano, 1861.[23]
- Viaje arqueológico emprendido en el mes de mayo de 1864 de orden de la Real Academia de la Historia por su individuo de número don José Oliver y Hurtado, [Segunda parte de Munda Pompeyana: dictamen de Aureliano Fernández Guerra y Orbe], Madrid, M. Rivadeneyra, 1864.[24]
- Iliberi y Granada, El Arte en España, Madrid, Rivadeneyra, 1870.[25]
- Granada y sus monumentos árabes, Málaga, Imprenta de M. Oliver Navarro, 1875.[26]
- De la batalla de Vejer o del lago de la Janda, comúnmente llamada del Guadalete, Granada, 1879 [folleto de 16 páginas].